# 임형우
임형우(1994년 ~ )는 대한민국의 가수이다.

## 방송 출연
- 《송포유》 (2013년, SBS)
- 《슈퍼스타K 6》 (2014년, Mnet)

## 음반
- 《감기 조심해》 (2014년)
- 《하버브릿지》 (2015년)
- 《약속했잖아요》 (2015년)
- 《못다한 말》 (2016년)
- 《살아낸다》 (2019년)